# Élections législatives de 1968 dans la Creuse
Les élections législatives françaises de 1968 se déroulent les 23 et 30 juin 1968. Dans le département de la Creuse, deux députés sont à élire dans le cadre de deux circonscriptions.

## Élus
| Circonscription | Député sortant         | Parti | Parti | Député élu ou réélu    | Parti | Parti       |
| --------------- | ---------------------- | ----- | ----- | ---------------------- | ----- | ----------- |
| 1re             | Olivier de Pierrebourg |       | Rad   | Olivier de Pierrebourg |       | app. UDR    |
| 2e              | André Chandernagor     |       | SFIO  | André Chandernagor     |       | FGDS (SFIO) |

## Résultats

### Résultats à l'échelle du département
| Parti          | Parti                                           | Premier tour | Premier tour | Second tour | Second tour | Sièges |
| Parti          | Parti                                           | Voix         | %            | Voix        | %           | Sièges |
| -------------- | ----------------------------------------------- | ------------ | ------------ | ----------- | ----------- | ------ |
|                | Union pour la défense de la République          | 17 021       | 21,38        | 21 187      | 27,10       | 1      |
|                | Républicains indépendants                       | 16 164       | 20,31        | 18 429      | 23,58       | 0      |
|                | Divers droite (gaulliste)                       | 2 615        | 3,29         |             |             | 0      |
|                | Union des républicains de progrès               | 35 800       | 44,97        | 39 616      | 50,68       | 1      |
|                |                                                 |              |              |             |             |        |
|                | Section française de l'Internationale ouvrière  | 21 821       | 27,41        | 22 808      | 29,18       | 1      |
|                | Fédération de la gauche démocrate et socialiste | 21 821       | 27,41        | 22 808      | 29,18       | 1      |
|                |                                                 |              |              |             |             |        |
|                | Parti communiste français                       | 21 981       | 27,61        | 15 745      | 20,14       | 0      |
|                |                                                 |              |              |             |             |        |
| Inscrits       | Inscrits                                        | 110 310      | 100,00       | 110 322     | 100,00      | 2      |
| Abstentions    | Abstentions                                     | 29 397       | 26,65        | 30 695      | 27,82       |        |
| Votants        | Votants                                         | 80 913       | 73,35        | 79 627      | 72,18       |        |
| Blancs et nuls | Blancs et nuls                                  | 1 311        | 1,62         | 1 458       | 1,83        |        |
| Exprimés       | Exprimés                                        | 79 602       | 98,38        | 78 169      | 98,17       |        |

### Résultats par circonscription

#### Première circonscription (Guéret)
| Candidat       | Candidat                             | Parti                     | Premier tour | Premier tour | Second tour | Second tour |  |
| Candidat       | Candidat                             | Parti                     | Voix         | %            | Voix        | %           |  |
| -------------- | ------------------------------------ | ------------------------- | ------------ | ------------ | ----------- | ----------- |  |
|                | Olivier de Pierrebourg sortant réélu | URP                       | 17 021       | 45,19        | 21 187      | 57,37       |  |
|                | Auguste Tourtaud                     | PCF                       | 10 630       | 28,22        | 15 745      | 42,63       |  |
|                | Pierre Ferrand                       | FGDS (SFIO)               | 7 397        | 19,64        | Retrait     | Retrait     |  |
|                | Jean Uro                             | Divers droite (Gaulliste) | 2 615        | 6,94         |             |             |  |
|                |                                      |                           |              |              |             |             |  |
| Inscrits       | Inscrits                             | Inscrits                  | 51 703       | 100,00       | 51 704      | 100,00      |  |
| Abstentions    | Abstentions                          | Abstentions               | 13 428       | 25,97        | 13 829      | 26,75       |  |
| Votants        | Votants                              | Votants                   | 38 275       | 74,03        | 37 875      | 73,25       |  |
| Blancs et nuls | Blancs et nuls                       | Blancs et nuls            | 612          | 1,6          | 943         | 2,49        |  |
| Exprimés       | Exprimés                             | Exprimés                  | 37 663       | 98,4         | 36 932      | 97,51       |  |

#### Deuxième circonscription (Aubusson)
| Candidat       | Candidat                         | Parti          | Premier tour | Premier tour | Second tour | Second tour |  |
| Candidat       | Candidat                         | Parti          | Voix         | %            | Voix        | %           |  |
| -------------- | -------------------------------- | -------------- | ------------ | ------------ | ----------- | ----------- |  |
|                | Michel Pinton                    | RI (URP)       | 16 164       | 38,54        | 18 429      | 44,69       |  |
|                | André Chandernagor sortant réélu | FGDS (SFIO)    | 14 424       | 34,39        | 22 808      | 55,31       |  |
|                | Raymond Labrousse                | PCF            | 11 351       | 27,07        | Retrait     | Retrait     |  |
|                |                                  |                |              |              |             |             |  |
| Inscrits       | Inscrits                         | Inscrits       | 58 607       | 100,00       | 58 618      | 100,00      |  |
| Abstentions    | Abstentions                      | Abstentions    | 15 969       | 27,25        | 16 866      | 28,77       |  |
| Votants        | Votants                          | Votants        | 42 638       | 72,75        | 41 752      | 71,23       |  |
| Blancs et nuls | Blancs et nuls                   | Blancs et nuls | 699          | 1,64         | 515         | 1,23        |  |
| Exprimés       | Exprimés                         | Exprimés       | 41 939       | 98,36        | 41 237      | 98,77       |  |